# Philogone Segard
Philogone Segard, né le 23 avril 1858 à Saleux et mort le 21 février 1927 à Dury, est un ouvrier cordier et militant anarchiste français. Ségard est un personnage notable des cercles anarchistes de Saint-Denis dans les années 1880 et 1890, devenant une figure importante du mouvement anarchiste en France.
Né dans une famille ouvrière, Segard épouse Marie Léonie Mécrent, et rejoint Saint-Denis avec elle. Là, le couple s'intègre aux milieux anarchistes des banlieues nord de Paris jusqu'à y occuper une place notable. Segard est notamment proche de Désiré Pauwels et participe à l'affaire de Clichy, où il tire sur les gendarmes. Suite à sa fuite avec Pauwels à Londres, qui les voit résider un temps avec Louise Michel, il rentre en France en 1892, reconstitue le groupe anarchiste de Saint-Denis, et côtoie Ravachol pendant la période précédant le début de la période que l'opinion publique appelle l'Ère des attentats. Militant très radical, il est fréquemment perquisitionné et arrêté, mais parvient à éviter les condamnations à de lourdes peines. En 1894, Segard quitte l'Île de France pour Amiens, où il poursuit son militantisme anarchiste pendant les années suivantes. Il meurt après 1922 à une date inconnue.
Sa photographie policière fait partie des collections du Metropolitan Museum of Art (MET).

## Biographie

### Naissance et jeunesse
Philogone Ferdinand Segard naît le 23 avril 1858 à Saleux dans le département de la Somme,,. Ses parents, Valentine Leclercq et Narcisse Segard, sont tous deux ouvriers. Segard est réformé en 1878 du service militaire pour la faiblesse de sa constitution.
En 1880, il épouse Marie Léonie Mécrent, d'un an son aînée, à Salouël,,. Ce faisant, Segard adopte et légitime le fils de Mécrent, Émilien Segard - futur militant anarchiste, qui a alors cinq ans,.

### Militantisme anarchiste

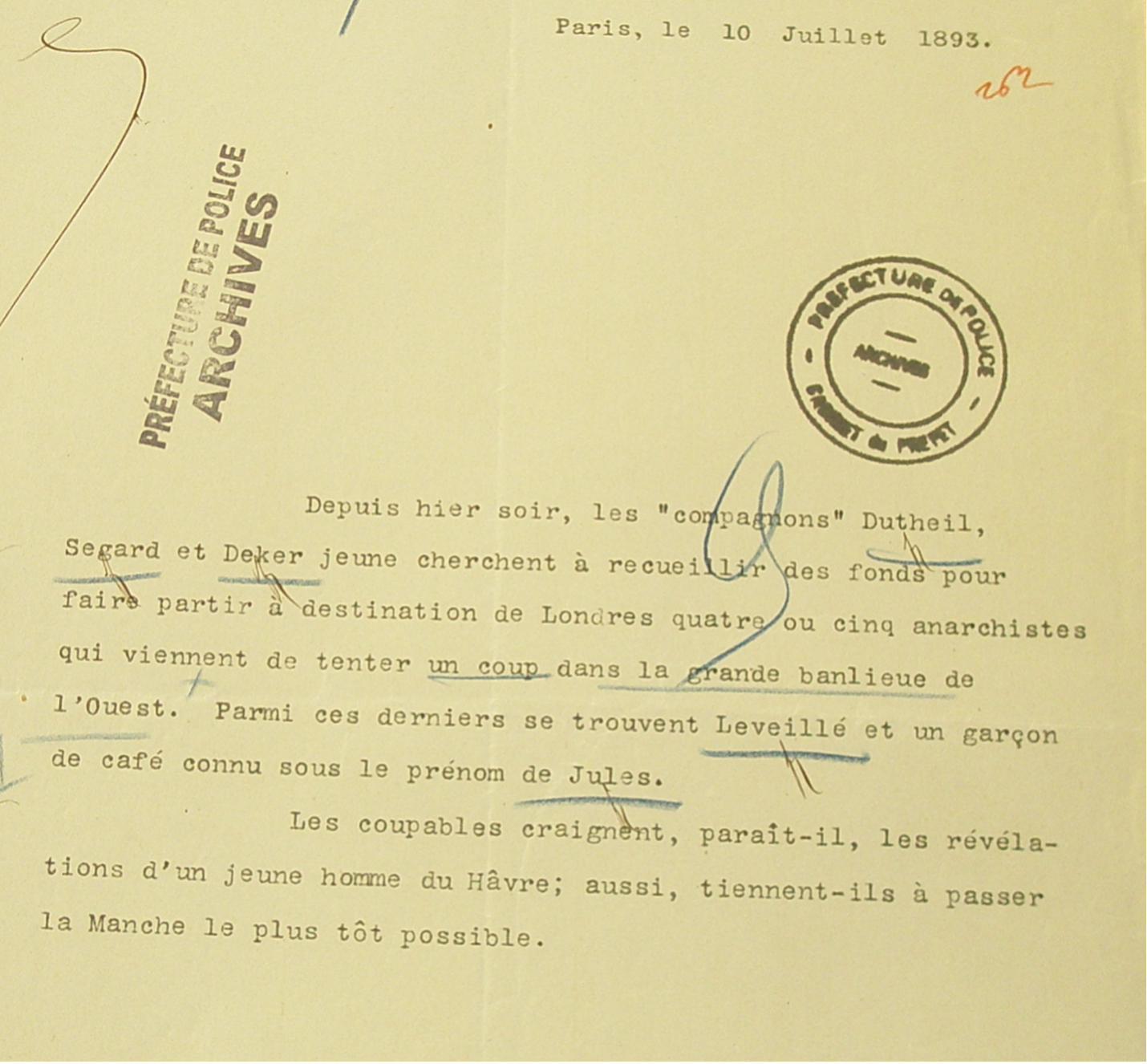
Rapport de police sur Segard, Joseph Decker et Dutheil, qui rassembleraient de l'argent pour un coup en banlieue ouest de la capitale française (Ba 78 - courtoisie dArchives anarchistes)

En 1884, il rejoint Saint-Denis avec son épouse, où il exerce comme cordier. En 1886, leur fils, Albert Philogone Segard, meurt à l'âge de dix-neuf mois. Il rejoint les groupes anarchistes de Saint-Denis et des banlieues nord de Paris dans les années qui suivent, - des groupes marqués par une participation ouvrière importante et un radicalisme notable ; les anarchistes de Saint-Denis étant alors une jeunesse anarchiste radicale et fort soutiens de méthodes comme la propagande par le fait ou la reprise individuelle.
Il travaille dans plusieurs emplois, comme dans une usine de gaz, alors qu'il rejoint le mouvement anarchiste en France. Il participe à La Jeunesse libertaire à la fin des années 1880, un groupe anarchiste dionysien. Segard est ensuite choisi comme responsable de la bibliothèque du groupe anarchiste de Saint Denis, fondé en 1889, qui rassemble des personnalités comme Désiré Pauwels, Gustave Mathieu, les époux Chaumentin, Charles 'Biscuit' Simon, Élisée Bastard ou Auguste Heurteaux. 
À partir de 1890, Segard tient des réunions chez lui - son domicile devenant un lieu de rassemblement de certains anarchistes. Pauwels y dépose les copies d'un manifeste antimilitariste qu'il vient d'écrire. Il est aussi arrêté le 1er mai 1890 avec Anselme Monneret, François Kaision, Ernest Bourgeois et François Pourry puis mis en procès pour « incitation au pillage »,.
Le 1er mai 1891, l'anarchiste participe au cortège anarchiste puis à l'affaire de Clichy, où il fait feu sur les gendarmes en leur tirant dessus,. Segard et Pauwels sont ensemble lorsque la police vient les arrêter, parvenant à s'enfuir par le jardin et rejoindre Londres où ils logent chez Louise Michel,.  Il transfère des explosifs à Marie Léonie Mécrent, son épouse, peu après, et le couple est notamment espionné par X2, l'indicateur qui dénonce Ravachol l'année suivante. Pierre Martinet la visite pendant son exil pour lui annoncer qu'il a obtenu du ministre de l'Intérieur, Ernest Constans, la grâce d'Altéran.

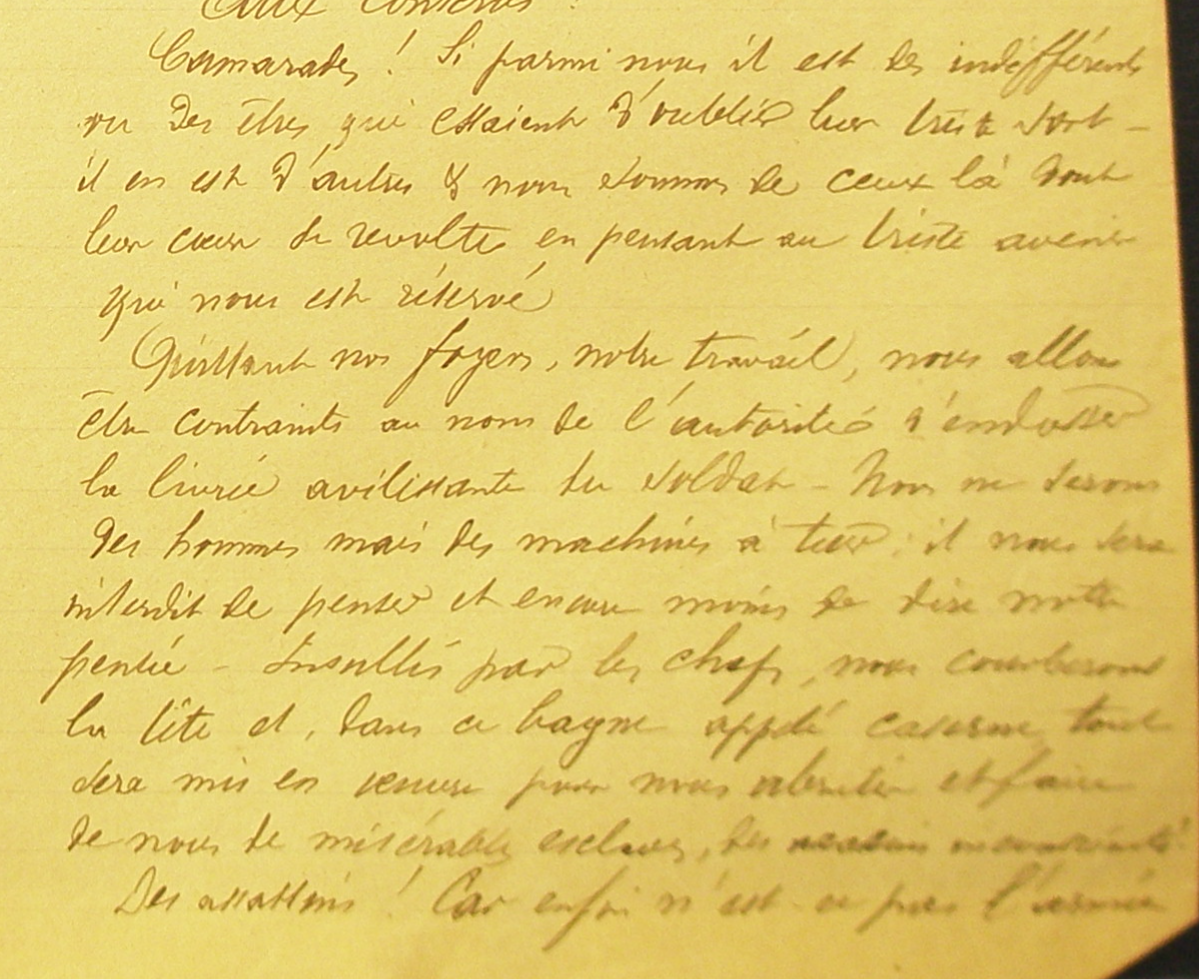
X2 copiant le manifeste antimilitariste que Pauwels laisse chez Segard - ici les premières lignes du manifeste (Ba 1132 Pauwels - courtoisie dArchives anarchistes)

Segard dispose de plusieurs réseaux pendant sa fuite, il passe en clandestinité en France avec Pauwels, puis retourne à Saint-Denis en novembre 1891, y reconstituant le groupe du lieu avec Heurteaux, Dutheil et Bastard,. Il est alors convaincu de l'imminence d'une guerre impliquant la France, et souhaite que les anarchistes y développent des mouvements de guerilla urbaine permettant de combattre les ennemis des anarchistes, comme l'État. La police constate qu'il est un personnage central des réseaux anarchistes de la période, très radical, et qu'il est en relations avec Ravachol pendant son passage à Saint-Denis avant ses attentats, Pierre Martinet, Jean Grave, Faure ou encore David Altéran,. Selon Constance Bantman, il s'agit alors d'un des « chefs » des anarchistes dionysiens. 
Au sujet de Ravachol, l'indicateur de la police X2 écrit à son sujet, le 6 avril 1892, au début d'une période que l'opinion publique appelle l'Ère des attentats : 

« Ségard a presque avoué qu’il connaissait Ravachol, Béala, etc. et tous ceux qui sont inculpés dans les derniers attentats. Il déplore que ces braves anarchistes aient été trahis, il maudit les Chaumartin, sans eux, dit-il, jamais rien n’aurait transpiré, mais ajoute-t-il, « d’autres restent pour continuer l’œuvre de destruction, nous avons tout ce qu’il faut pour réussir. Quels que soient les obstacles nous les briserons ; nous atteindrons notre but, nous serons plus prudents, plus discrets et surtout plus cruels. Nous commencerons par supprimer tous les membres de la presse, les policiers sans distinction, les députés, etc ». 
S’il faut l’en croire, sous peu, nous assisterons à de drôles de choses. »

Alors qu'il est de retour à Saint-Denis et toujours en relations avec Pauwels, émigré au Royaume-Uni, il est arrêté en prévision du 1er mai 1892, le 22 avril 1892,. Segard est éventuellement perquisitionné avec Pauwels et Bastard en décembre 1892 près de Nancy, alors qu'ils sont tous trois sous pseudonymes. Peu après, il dispose de l'adresse à Barcelone de Pauwels,. 

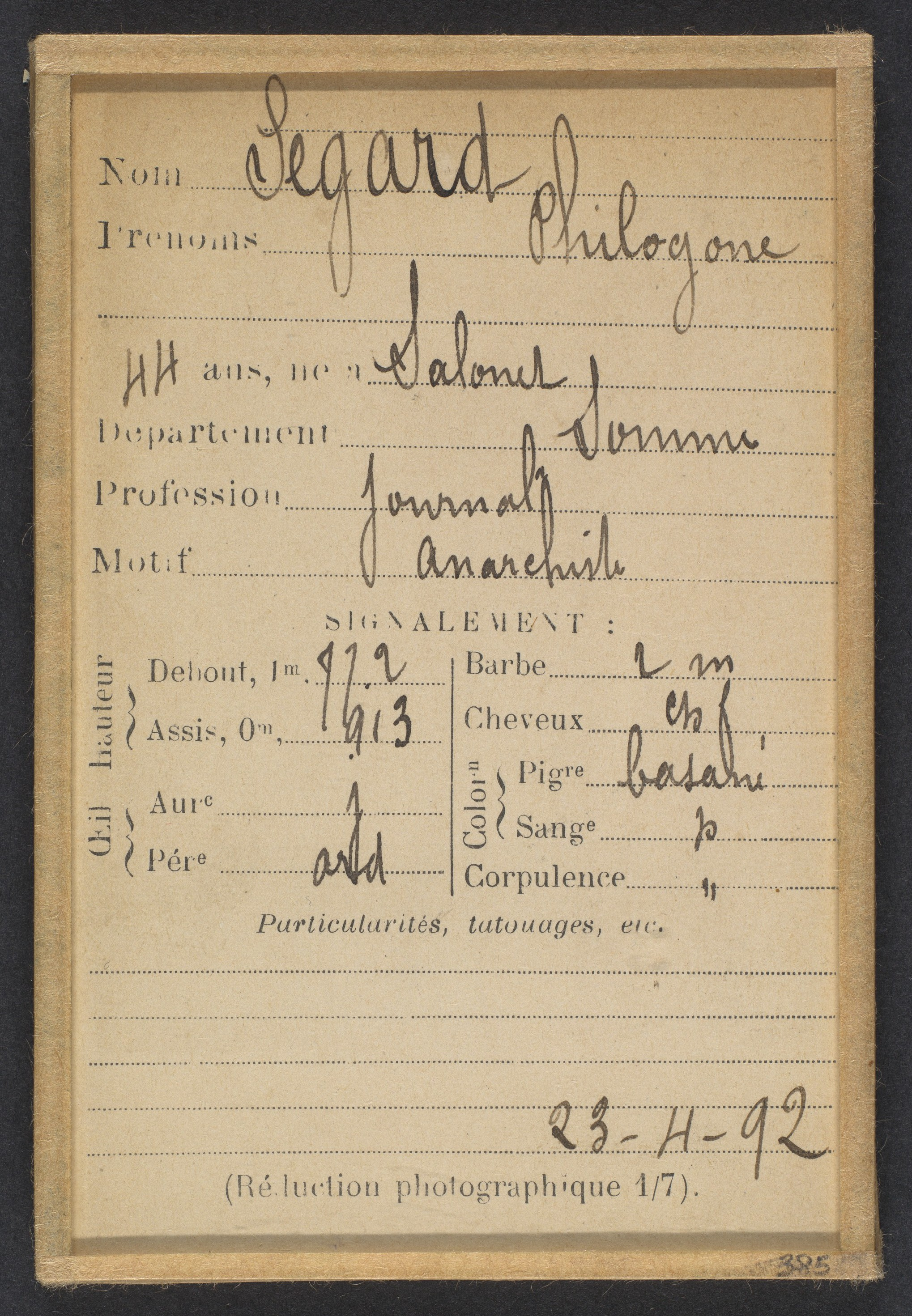
Fiche d'identification d'Alphonse Bertillon sur Segard

Au début de l'année 1893, X2 recommande de le faire surveiller de manière importante avec Élisée Bastard, les considérant tous deux comme des anarchistes très dangereux et au courant d'un certain nombre de projets d'attentats ou de projets - ils seraient toujours armés, répandraient de fausses rumeurs sur leurs agissements, et se déplaceraient de manière erratique.
En janvier de cette même année, Segard fait publier un manifeste antipatriotique avec Joseph Ouin, entre autres, puis est suspecté d'avoir fait publier l'affiche « Mort aux voleurs ! » avec Bastard,.
Segard est perquisitionné pendant la répression de janvier et février 1894 : la police trouve un drapeau noir avec l'inscription « L'anarchie, c'est l'avenir de l'humanité ! », des armes improvisées faites de pointes engoncées dans des tuyaux de plomb - ses murs sont couverts d'illustrations de Ravachol dans sa cellule, l'attentat de Clichy, et des portraits des victimes du massacre de Chicago, de Gustave Mathieu, Vittorio Pini, Théodule Meunier, Jean-Pierre François et d'Élisée Reclus - au dessus de qui il a écrit « L'anarchiste »,. Dans les trois mois suivants, il est arrêté à trois reprises par les autorités, étant libéré peu après ; la dernière pour avoir hebergé Louis Matha ; lorsqu'on vient l'arrêter, il déclare à la police : « Je m'y attendais »,.

### Dernières années et mort
Libéré après un non-lieu avec son fils, Émilien Segard, il quitte Paris pour s'installer à Amiens, où il travaille comme ouvrier un temps avant de devenir débitant de boissons,. Segard y poursuit le militantisme anarchiste pendant les années suivantes, étant toujours fiché jusqu'en 1911 au moins comme étant un militant convaincu,.
Il est rayé du carnet B en 1922, à l'âge de 64 ans. 
Segard meurt à Dury, dans le département de la Somme le 21 février 1927, à l'âge de 68 ans.

## Postérité

### Photographie policière
Sa photographie policière fait partie des collections du Metropolitan Museum of Art (MET).